# 青朗侗族苗族乡
青朗侗族苗族乡，是中华人民共和国湖南省怀化市会同县下辖的一个乡镇级行政单位。

## 行政区划
青朗侗族苗族乡下辖以下地区：
青朗村、安顺村、凉伞村、木舟村、客寨村、黄溪村、光塘村、七溪村和老庄村。